# Nessa Barrett
Janesa Jaida "Nessa" Barrett (Galloway Township, 6 augustus 2002) is een Amerikaans singer-songwriter. Ze verwierf bekendheid op TikTok en begon covers te uploaden, wat haar ertoe bracht een platencontract te tekenen bij Warner Records. Ze bracht haar debuutsingle Pain uit in 2020. Ze heeft twee studioalbums uitgebracht, Young Forever (2022) en Aftercare (2024). Barrett heeft ook twee EP's uitgebracht, Pretty Poison (2021) en Hell Is a Teenage Girl (2023).

## Vroege leven
Barrett is van Puerto Ricaanse afkomst. Ze is geboren en getogen in Galloway Township, New Jersey. Tijdens haar adolescentie voelde Barrett zich vervreemd, omdat ze de enige Puerto Ricaanse was en een van de weinige kinderen die door een alleenstaande moeder werd opgevoed na de scheiding van haar ouders. Barrett zei dat ze liedjes schrijft "sinds [ze] kon lopen en praten".

## Carrière

### 2019-2021: Carrièrebegin enPretty Poison
In 2019 begon Barrett video's te posten op TikTok, wat haar een platencontract bij Warner Records opleverde. In juli 2020 bracht ze haar debuutsingle "Pain" uit, een ballad met pianomuziek.
In oktober 2020 bracht ze haar tweede single uit, "If U Love Me". In december 2020 bracht Barrett een duistere interpretatie van "Santa Baby" uit. In februari 2021 bracht Barrett het nummer "La Di Die" uit, dat de neergang van roem verkent met Jxdn, geproduceerd door Travis Barker. Barrett en Jxdn speelden de single voor het eerst live in de aflevering van Jimmy Kimmel Live! op 7 april 2021 en zongen het nummer opnieuw in The Ellen DeGeneres Show op 12 april 2021.
Op 25 juni 2021 bracht Barrett "Counting Crimes" uit, een nummer dat volgens Barrett "gaat over het loslaten van iets giftigs". In augustus 2021 debuteerde haar nummer "I Hope Ur Miserable Until Ur Dead" op nummer 88 in de Billboard Hot 100, Barretts eerste vermelding in de lijst. Haar debuut-EP, Pretty Poison, met zeven nieuwe nummers, verscheen op 10 september 2021, ter gelegenheid van Wereld Zelfmoordpreventiedag.

### 2022-heden: Aftercare
Barrett bracht in februari 2022 de single "Dying on the Inside" uit.
In juni 2022 bracht Barrett "Die First" uit als leadsingle van haar debuutalbum. Het nummer is opgedragen aan haar moeder en haar beste vriend, Cooper Noriega, die onlangs overleed aan een accidentele overdosis drugs. In het nummer zingt Barrett over de hoop dat ze nooit de pijn van het verlies van haar moeder zal hoeven te doorstaan en bidt dat zij de eerste van de twee zal zijn die sterft.
Op 9 september 2022 bracht ze "Madhouse" uit, de tweede single van het album. In oktober 2022 bracht ze zowel "Tired of California" uit, de derde single van het album, als het volledige album, Young Forever. In december 2022 kondigde ze haar Young Forever Tour aan met Isabel LaRosa, die twintig shows zal spelen vanaf februari 2023.
In februari 2023 bracht ze de single "Bang Bang!" uit. gevolgd door "American Jesus" (dat eerder akoestisch werd uitgevoerd tijdens de Young Forever Tour) in april 2023 en "lie" in juni 2023. Alle drie de singles werden uiteindelijk nummers op haar EP Hell Is a Teenage Girl, die uitkwam op 14 juli 2023. Op 8 september 2023 bracht ze de single "Sick of Myself" uit, samen met Whethan. Op 6 oktober 2023 bracht ze nog een single uit, opgedragen aan Cooper Noriega, getiteld "Club Heaven".
Op 8 december 2023 bracht ze de single "Girl in New York" uit, die ze eerder had uitgevoerd. Op 18 januari 2024 bracht ze "Club Heaven" uit (live via Spotify Green Screen). Barretts tweede album, Aftercare, kwam uit in november 2024. De leadsingle "Passenger Princess" ging hieraan vooraf en verscheen in juli 2024. Twee andere singles stonden op het album: "Disco" met Tommy Genesis en "Dirty Little Secret". De luxe editie van Aftercare, met zes nieuwe nummers, verscheen op 7 februari 2025.

## Kunstenaarstalent
Barrett noemt Arctic Monkeys, Lana Del Rey, Melanie Martinez en The Neighbourhood als invloeden op haar geluid en haar esthetiek als muzikant.

## Tours
- Young Forever Tour (2023)[21]

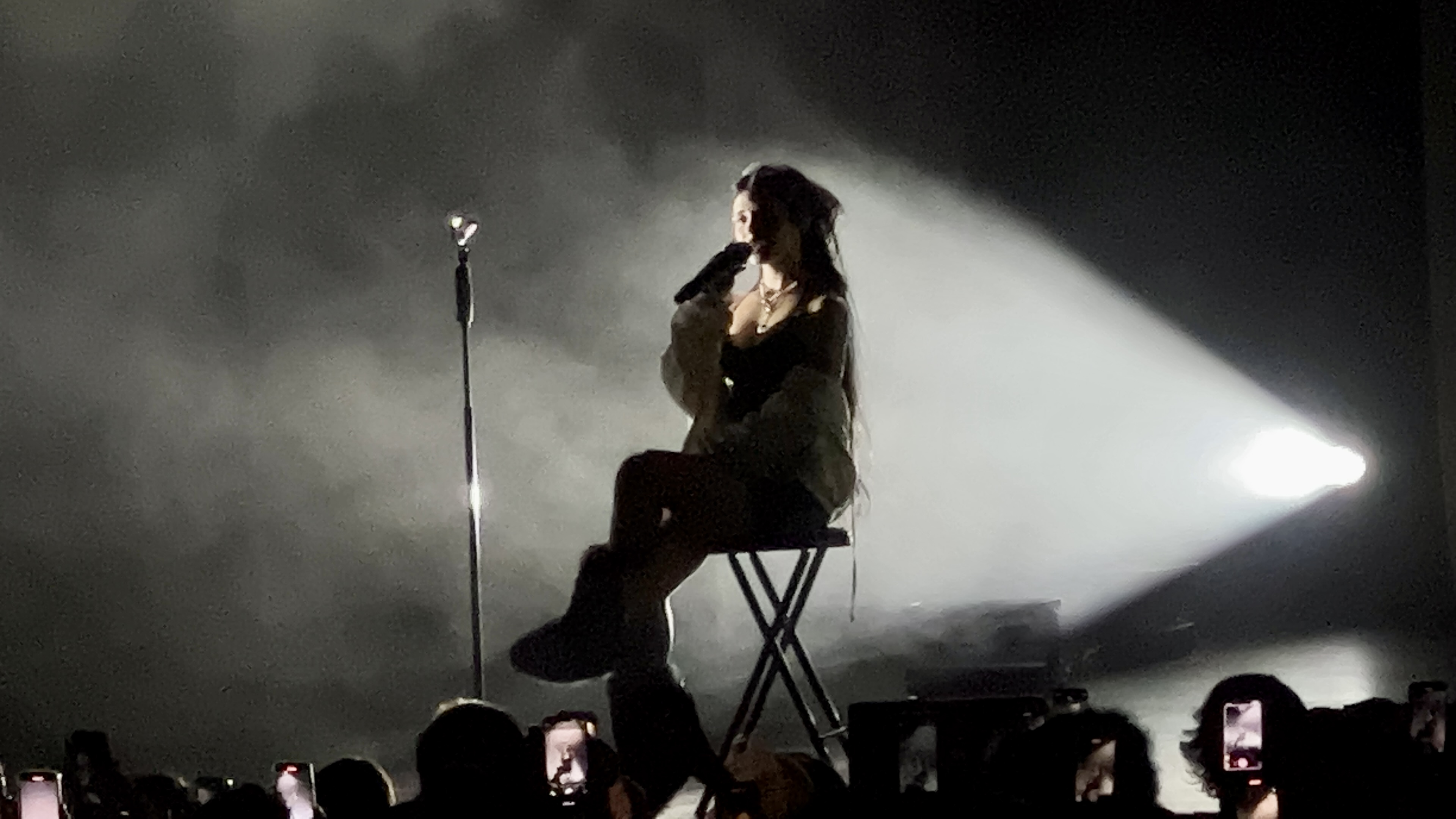
Barrett performing at the Palace Theater in 2023

- Church Club for the Lonely Tour (2023)[22]
- Aftercare World Tour (2025)[23][24]

## Discografie

### Studioalbums
- Young Forever, 2022
- Aftercare, 2024

### EP's
- Pretty Poison, 2021
- Hell is a Teenage Girl, 2023

- International Standard Name Identifier: 0000 0005 0244 8674
- MusicBrainz: da0c8f4f-f4f4-4e91-86ca-e31108bb5706